# Влаков обир
Влаковият обир е престъпление, извършвано от средата до края на 19 век.
Обичайната практика за влаковите обирджии е била пътниците да предадат ценните принадлежности, които носят (обикновено бижута или валута)
Един от най-известните влакови обирджии е Джеси Джеймс.